# ESPN NFL 2K5
O ESPN NFL 2K5 é um jogo eletrônico de futebol americano desenvolvido pela Visual Concepts e publicado pela Sega em 2004 para PlayStation 2 e Xbox, sendo o último jogo da NFL antes de a Electronic Arts adquirir exclusividade dos direitos da liga e o último jogo da série 2K publicado pela Sega, o jogo vendeu 1,7 milhões de cópias.